# Volker Wahl
Volker Wahl (* 10. Juni 1943 in Steinbach-Hallenberg) ist ein deutscher Archivar und Historiker.

## Leben
Nach einer Ausbildung zum Büromaschinenmechaniker, Lehrer und Archivar lebt Wahl als Staatsarchivdirektor a. D. in Weimar. Nach dem Studium der Germanistik und Anglistik an der Pädagogischen Hochschule in Potsdam absolvierte er 1966 ein Staatsexamen als Lehrer und war zunächst im Schuldienst in Schmalkalden tätig. Von 1972 bis 1974 schloss er ein externes Studium der Archivwissenschaften an der Humboldt-Universität Berlin an, das er 1974 mit einem Diplom als Archivar beendete. 1976 erfolgte die Promotion in Regionalgeschichte an der Universität Jena, 1987 dort die Habilitation in Kulturgeschichte über Jena als Kunststadt.
Von 1969 bis 2008 arbeitete Wahl im Archivdienst; in Weimar war er seit 1969 als wissenschaftlicher Archivar im Staatsarchiv tätig. Von 1976 bis 1986 war er Universitätsarchivar in Jena, von 1986 bis 1991 Direktor des Goethe- und Schiller-Archivs Weimar und schließlich Direktor des Thüringischen Hauptstaatsarchivs Weimar von 1991 bis 2008.
Seit 1994 übte Wahl eine nebenamtliche Lehrtätigkeit für Archivkunde und Historische Hilfswissenschaften als Privatdozent, seit 2001 als außerplanmäßiger Professor an der Universität Jena aus.
Wahl war von 1990 bis 1998 Vorsitzender des Thüringer Archivarsverbandes und von 1997 bis 2005 im Vorstand des VdA – Verband deutscher Archivarinnen und Archivare e. V. als stellvertretender Vorsitzender an der Seite von Norbert Reimann, ab 2001 als Vorsitzender. Er ist Gründungsmitglied der Historischen Kommission für Thüringen (1991; Mitglied im Vorstand 2002 bis 2008) und ordentliches Mitglied der Akademie gemeinnütziger Wissenschaften zu Erfurt, Geisteswissenschaftliche Klasse (seit 1994). Von 1992 bis 2017 war er Mitglied des Kuratoriums der Karl-May-Stiftung in Radebeul und von 1995 bis 2012 des Kuratoriums der Stiftung Seebüll Ada und Emil Nolde. Von 2008 bis 2017 war Wahl Herausgeber, Redakteur und Autor der Vierteljahreszeitschrift Weimar-Jena. Die große Stadt. Das kulturhistorische Archiv, die im Vopelius-Verlag Jena erschien.

## Werke (Auswahl)
- Bibliographie der Veröffentlichungen 1968 bis 2008 in: „Ältestes bewahrt mit Treue, freundlich aufgefaßtes Neue“. Festschrift für Volker Wahl zum 65. Geburtstag. Herausgegeben im Auftrag des Thüringer Archivarverbandes von Katrin Beger, Dagmar Blaha, Frank Boblenz und Johannes Mötsch. Thüringer Archivarverband 2008, ISBN 978-3-00-024781-1, S. 621–655.
- Der Beginn der antifaschistisch-demokratischen Umwälzung in Thüringen. Die Organisierung der gesellschaftlichen Kräfte und der Neuaufbau der Landesverwaltung 1945. Phil. Dissertation, Jena 1976.
- Ricarda Huch: Jahre in Jena. Stadtmuseum, Jena 1982.
- Ernst Abbe: Briefe an seine Jugend- und Studienfreunde Carl Martin und Harald Schütz 1858–1865. Hrsg. u. bearb. von Volker Wahl und Joachim Wittig. Akademie Verlag, Berlin 1986.
- Jena als Kunststadt. Begegnungen mit der modernen Kunst in der thüringischen Universitätsstadt zwischen 1900 und 1933. Seemann Verlag, Leipzig 1988 (Habilitationsschrift).
- Steinbach-Hallenberg. Vergangenheit und Gegenwart. Rat der Stadt, Steinbach-Hallenberg 1978; in erweiterter Form neu herausgegeben unter dem Titel: Ein Gang durch die Geschichte von Steinbach-Hallenberg und Umgebung. Hallenburg Verlag, Steinbach-Hallenberg 1990.
- Die Rettung der Dichtersärge. Das Schicksal der Sarkophage Goethes und Schillers bei Kriegsende 1945. Stadtmuseum, Weimar 1991.
- Friedrich Schiller: Was heißt und zu welchem Ende studiert man Universalgeschichte? Die akademische Antrittsrede von 1789. Hrsg. im Auftrag der Friedrich-Schiller-Universität Jena. Verlag Dr. Bussert u. Partner, Jena 1996.
- Der „Thüringen-Ausschuß“ 1945. Dokumente zum Wirken eines vorparlamentarischen Gremiums auf Landesebene während der amerikanischen Besatzungszeit und nach dem Besatzungswechsel Juni/Juli 1945. Wartburg-Verlag, Jena 1998.
- „Das Kind in meinem Leib“. Sittlichkeitsdelikte und Kindsmord in Sachsen-Weimar-Eisenach unter Carl August. Eine Quellenedition 1777–1786. Mit einem Nachwort von René Jacques Baerlocher. Hermann Böhlaus Nachf., Weimar 2004.
- mit Günter Schmidt: Der Jenaer Schiller. Lebenswelt und Wirkungsgeschichte 1789–1959 (= Palmbaum-Texte. Bd. 19). Quartus-Verlag, Bucha bei Jena 2005.
- Henry van de Velde in Weimar. Dokumente und Berichte zur Förderung von Kunsthandwerk und Industrie 1902 bis 1915. Böhlau, Weimar 2007.
- Das Staatliche Bauhaus in Weimar. Dokumente zur Geschichte des Instituts 1919 bis 1926. Böhlau, Weimar 2009.
- Der „Entrepreneur“ von Weimar. Zur Biographie des Hofjägers Anton Georg Hauptmann (1735‒1803). In: Weimar-Jena. Die große Stadt. Das kulturhistorische Archiv. Jg. 8, 2015, S. 391‒417.
- Das Weimarer Bauhaus. Ein Studienbuch zu seiner Geschichte 1919–1926. Vopelius-Verlag, Jena 2019.
- Kriegsende in Weimar 1945. Die thüringische Landeshauptstadt während der amerikanischen Besetzung im April/Mai 1945. Dokumente und Berichte. Hrsg. von Volker Wahl und Christa Jansohn. Vopelius-Verlag, Jena 2020.
- Botho Graef in Jena. Gelehrter und Kunstfreund. Vopelius-Verlag, Jena 2021.
- Edvard Munch in Thüringen. Ein norwegischer Maler der Moderne. Vopelius-Verlag, Jena 2023.